# Heuscheune (Herrnhut)
Heuscheune ist eine Häusergruppe in der südlichen Oberlausitz und ein Ortsteil der Stadt Herrnhut im sächsischen Landkreis Görlitz. Nach der Eingemeindung nach Großhennersdorf wurde der Ort 2011 zusammen mit Euldorf, Schönbrunn und Großhennersdorf nach Herrnhut eingemeindet.

## Lage
Die Siedlung liegt auf der Gemarkung von Großhennersdorf, etwa zwei Kilometer östlich von Hauptort und zwei Kilometer südlich von Neundorf auf dem Eigen entfernt. Der Höllenbach fließt westlich an der Häuserkette entlang.

## Geschichte
Das Vorwerk entstand vermutlich während der Wende vom 15. zum 16. Jahrhundert infolge des Bauernlegens, die erste urkundliche Erwähnung erfolgte 1591. Das Vorwerk besaß zeitweise den Rang eines Ritterguts, stand aber immer in enger Verbindung zum Großhennersdorfer Gut. Lange Zeit war Heuscheune im Besitz der Familie von Gersdorf, erst 1844 ging das Dorf in den Besitz der Herrnhuter Brüder-Unität über. Zu Beginn des 20. Jahrhunderts wurde Heuscheune nach Großhennersdorf eingemeindet und bildete einen Ortsteil der Gemeinde. Nach der Eingemeindung von Großhennersdorf nach Herrnhut am 1. Januar 2011 wurde Heuscheune ein Ortsteil der Stadt.
Vor dem Ersten Weltkrieg wurde hier eine Fohlenstation eingerichtet, die heute als Reit- und Pensionsstall dient.

### Einwohnerentwicklung
| Jahr      | 1834 | 1864 | 1867 | 1871 | 1890 | 2010 | 2011 |
| Einwohner | 58   | 41   | 43   | 44   | 31   | 21   | 20   |